# Happy Meal

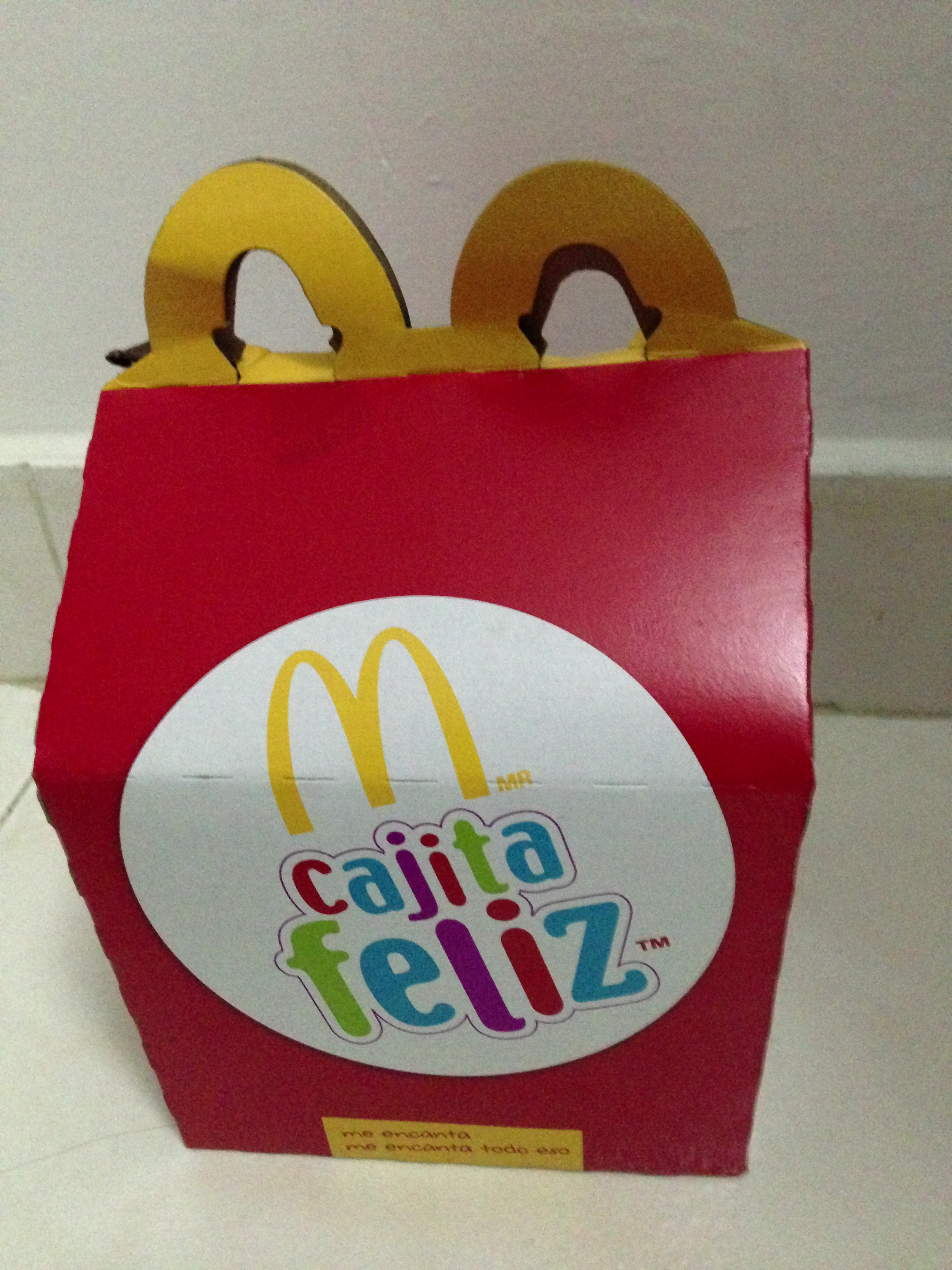
Caja de Happy Meal con la marca latinoamericana.

Happy Meal (cuya traducción literal es «Comida feliz») es un producto y la marca del menú infantil de McDonald's. Desde su introducción en 1977 se ha caracterizado por servir porciones de menor tamaño adaptadas para los niños, por su presentación dentro de una caja roja, y por incluir un juguete promocional de regalo en la mayoría de mercados. En los países de América Latina se conoce como Cajita Feliz, mientras que España y Puerto Rico mantienen la denominación en inglés.

## Historia

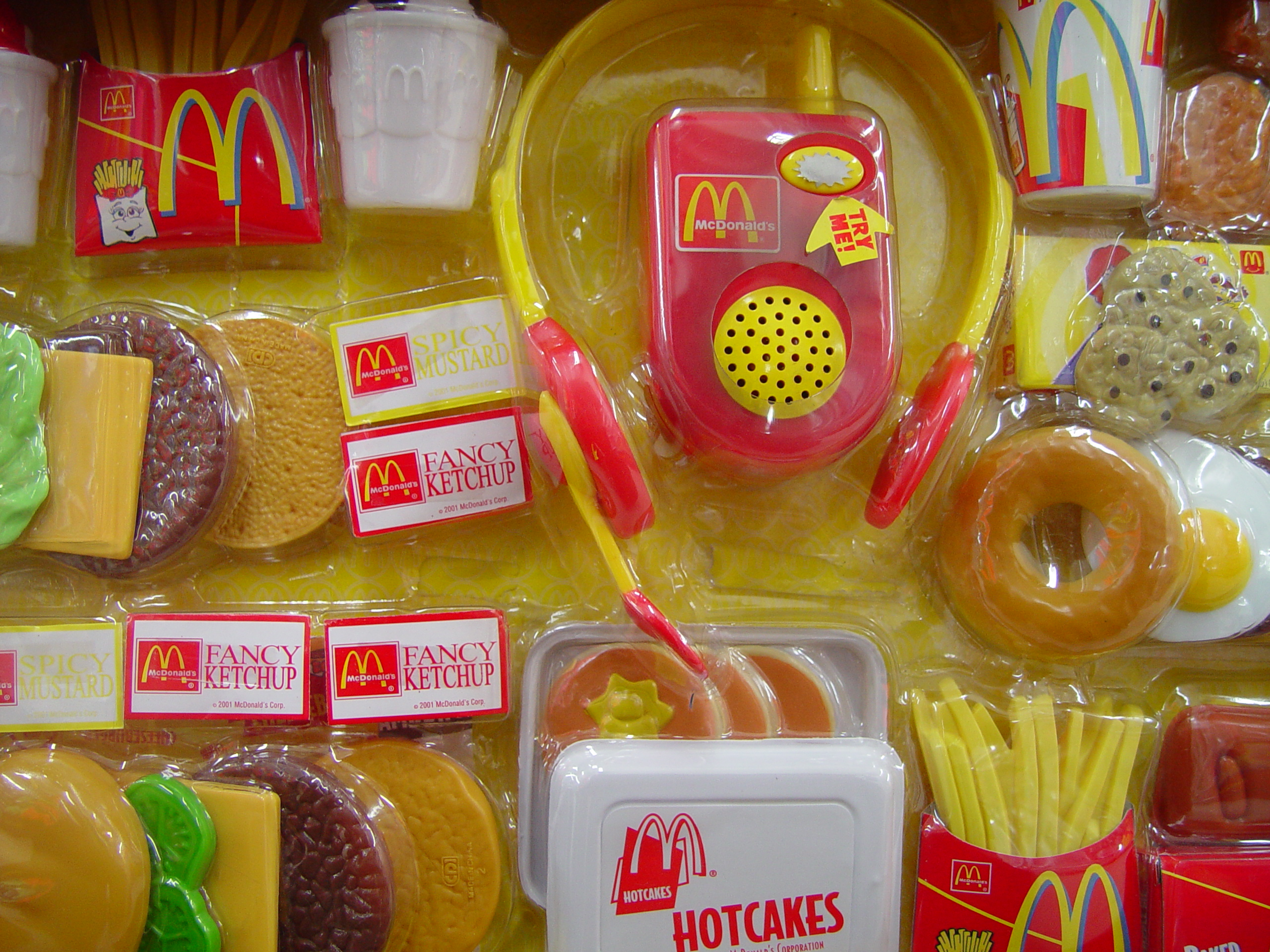
Juguetes de McDonald's en Yakarta.

A mediados de la década de 1970 la empresaria Yolanda Fernández de Cofiño, copropietaria de la franquicia de McDonald's en Guatemala, se dio cuenta de que los niños que acudían al restaurante en familia no comían porque las porciones eran demasiado grandes para ellos. Por cuenta propia introdujo en la carta el «Menú Ronald» que incluía una hamburguesa, papas fritas y un helado adaptados a los más pequeños, además de un regalo.
McDonald's tomó esta idea para diseñar un estándar de menú infantil que pudiera aplicarse a nivel mundial. En 1977 encargó su diseño a Bob Bernstein, un publicista estadounidense, quien propuso servir la comida en una caja individual con un diseño llamativo, inspirado en las cajas de cereales, para distinguirla del menú adulto.
El producto salió a la venta por primera vez en octubre de 1977, a prueba en el área metropolitana de Kansas City, y a partir de junio de 1979 fue extendido al resto de Estados Unidos. Al principio el juguete de regalo consistía en productos propios como lapiceros, un libro de pasatiempos, borradores de McDonaldland o una billetera. Sin embargo, a partir de diciembre de 1979 se adoptó la política de juguetes promocionales, con el lanzamiento de un set de muñecos inspirado en Star Trek: The Motion Picture. Desde entonces, McDonald's ha sacado habitualmente juguetes inspirados en películas infantiles y series de dibujos animados.
En 2011, McDonald's anunció cambios en el menú del Happy Meal para hacerlo más saludable, incluyendo porciones de manzana y menos cantidad de papas fritas. Además, desde 2020 ha impulsado medidas para reducir el uso de plástico en sus regalos.